# حادثه آوریل ۲۰۱۵ قلمون
حادثه آوریل ۲۰۱۵ قلمون مجموعه ای از یک سری حملات به اهدافی در منطقه قلمون سوریه بود که در صبح روز ۲۵ آوریل ۲۰۱۵ رخ داد. اهداف این حمله پایگاه تیپ ۱۵۵ (پایگاه موشکی اسکاد سوریه) و تیپ ۶۵ بودند که در منطقه قلمون قرار دارند.دو کاروان نظامی نیز مورد حمله قرار گرفتند که براساس گزارش‌ها یک نفر در این واقعه کشته شد. به گفته یک منبع مخالف دولت سوریه، اهداف این حملات اردوگاه‌های حزب‌الله و انبار مهمات این دو پایگاه بوده‌است. صدای چندین انفجار در منطقه القطیفه، یبرود و یک روستا در قلمون شنیده شد. اندکی پس از حملات، ستون‌های دود بر فراز پایگاه تیپ ۶۵ مشاهده شد.
چندین منبع حمله را به جبهه النصره نسبت دادند،در حالی که چند منبع دیگر نیروی هوایی اسرائیل را عامل این حمله معرفی کردند. به‌طور غیرمنتظره و برخلاف موارد قبلی که اسرائیل نسبت به انجام عملیات‌هایش در داخل خاک سوریه اظهار نظر نمی‌کرد، منابع رسمی اسرائیل هرگونه دخالت اسرائیل در این حادثه را تکذیب کردند.